# 1996 CC
1996 CC är en asteroid i huvudbältet som upptäcktes den 1 februari 1996 av Beijing Schmidt CCD Asteroid Program vid Xinglong-observatoriet.
Asteroiden har en diameter på ungefär 8 kilometer.